# Clifford Cocks
Clifford Christopher Cocks, CB, (28 de dezembro de 1950) é um matemático e criptógrafo britânico do Government Communications Headquarters (GCHQ) que inventou o algoritmo de criptografia amplamente utilizado hoje conhecido como RSA, cerca de três anos antes dele ser desenvolvido independentemente por Rivest , Shamir e Adleman pesquisadores do MIT. Porém, Cocks não é reconhecido por sua realização porque o seu trabalho era sujeito a um nível de sigilo e não foi publicado na época.

## Biografia
Em 1968 Cocks ganhou a medalha de prata na Olimpíada Internacional de Matemática, enquanto estudava na Manchester Grammar School. Em seguida, estudou matemática no King's College e graduou-se na Universidade de Oxford, onde se especializou em teoria dos números, mas, em setembro de 1973, deixou a universidade para se juntar ao CESG, um braço do GCHQ.
No GCHQ, Cocks ficou sabendo sobre a criptografia de chave pública desenvolvida por James Ellis, um matemático e também criptógrafo, além disso, ouviu sobre o fato de que, desde seu surgimento no final dos anos 1960, ninguém tinha encontrado uma solução para a implementação efetiva do conceito de chave pública. Cocks ficou intrigado, pensou na questão durante aquela noite e inventou, em 1973, o que hoje é conhecido como o algoritmo de criptografia assimétrica RSA, realizando a ideia de Ellis. O GCHQ aparentemente não foi capaz de encontrar uma maneira de usar essa ideia e, em todo caso, a tratou como informação confidencial. Assim, a mesma foi reinventada e publicada em 1977 por Rivest, Shamir e Adleman, enquanto a descoberta inicial de Cocks permaneceu desconhecida até dezembro de 1997, quando o próprio Cocks fez uma palestra na qual falou sobre sua descoberta.
Em 2001 Cocks desenvolveu um dos primeiros seguros ID baseado em criptografia de chave pública (IBE), sistema este baseado em suposições sobre resíduos quadráticos em grupos compostos. Na prática, o Cocks IBE scheme não é amplamente utilizado devido a seu alto grau de expansão do texto cifrado. No entanto, é atualmente um dos poucos sistemas de IBE que não usa emparelhamentos bilineares, e depende de segurança nos mais bem estudados problemas matemáticos.
Em 2003 Clifford Cocks ocupou o cargo de Chefe matemático do GCHQ. Em 2008, foi nomeado Companheiro da Ordem do Banho (a citação o descreve como "Conselheiro, Foreign e Commonwealth Office) e foi premiado com um diploma honorário da Universidade de Bristol no mesmo ano.